# Marcel Moyse
Marcel Moyse ([mɔiz]), né le 17 mai 1889 à Saint-Amour et mort le 1er novembre 1984 à Brattleboro dans le Vermont, aux États-Unis, est un flûtiste français et professeur renommé, qui a formé parmi les plus grands flûtistes du XXe siècle.

## Biographie
Marcel Joseph Moyse naît d'une mère célibataire qui meurt neuf jours plus tard. Son père refuse de le reconnaître. L'enfant prend donc le nom de sa mère. Il est adopté par la sage-femme, madame Perretier, chez qui il vit avec les deux filles de celle-ci pendant sept ans, jusqu'à ce que ses grands-parents maternels le réclament.
Âgé de quinze ans, il s'installe à Paris chez son oncle, violoncelliste professionnel. Marcel Moyse étudie avec Philippe Gaubert, Adolphe Hennebains et Paul Taffanel au Conservatoire de Paris, dont il sort diplômé en 1906 à 16 ans. Il interprète pour le concours, Nocturne et allegro scherzando de Gaubert. Il suit la classe de musique de chambre de Lucien Capet.
Il se rend pour la première fois aux États-Unis en 1913, pour jouer avec la cantatrice Nellie Melba. De 1913 à 1938, il est des membres de l'orchestre de l'opéra-Comique. En 1918 il est flûte solo aux Concerts Pasdeloup, des Concerts Straram (1922‑38), puis des Concerts du conservatoire jusqu'en 1938. Il joue avec les plus grands chefs du moments, notamment avec Furtwängler, Walter, Toscanini, Mengelberg, Klemperer, Strauss, Piero Coppola, Walther Straram, Aurèle Nicolet et Adolf Busch. C'est avec ce dernier qu'il enregistre Bach (1935–36).
Il joue également à l'occasion dans des formations de musique de chambre comme la Société du double quintette de Paris.
En 1933, il fonde un trio avec son fils Louis à la seconde flûte et sa bru, Blanche Honegger-Moyse, au violon ou à l'alto.
En 1934, Moyse joue la première du Concerto pour flûte (1933) de Jacques Ibert, que lui dédie le musicien.
Il est fait Chevalier de la Légion d'Honneur en 1938.
Il est professeur de flûte au Conservatoire, succédant à Philippe Gaubert, de 1932 à 1948, et professeur de 1948 à 1949 au Conservatoire de Genève, puis émigre aux États-Unis. C'est avec Busch et Rudolf Serkin qu'il participe à la fondation du collège musical de Marlboro dans le Vermont, où il enseigne. Dès la première année, il s'y presse quelque 200 étudiants. Il donne des master classes de 1960 à 1970, chaque été à Boswil (près de Lucerne) en Suisse, aux États-Unis, au Royaume-Uni et au Japon.
Parmi ses nombreux élèves figurent William Bennett (en), Jean-Pierre Eustache, Sir James Galway, Henri Lebon, Roger Bourdin et Trevor Wye. Wye est l'auteur du livre Marcel Moyse: an Extraordinary Man (1993), traduit en français en 2004.
Chaque année à la fin de sa vie, Marcel Moyse vient avec quelques-uns de ses élèves dans sa ville natale de Saint-Amour. Il loge avec eux à l'Hôtel du commerce où il leur donne des cours.
La place devant l'hôtel porte aujourd'hui son nom : Place Marcel Moyse
Son fils Louis est également un flûtiste et professeur célèbre. Son épouse Céline est décédée en 1971 à 86 ans.
Les archives Moyse sont conservées à la New York Public Library, après un don en 1995, de l'association Marcel Moyse.
Il est inhumé à Saint-Amour.

## Écrits pédagogiques
Moyse est l'auteur de nombreuses publications, dont 37 volumes de méthodes de flûte :
- Le Débutant Flûtiste (Leduc)
- 24 Petites Études Mélodiques
- 48 Études de virtuosité, 2 volumes
- 25 Études mélodiques, avec variations pour flûte
- De la Sonorité, art et technique
- Gammes et arpèges, 480 Exercices pour flûte
- Comment j'ai pu maintenir ma forme (Schott 1974)

Il effectue également des révisions d'ouvrage pour la flûte :
- 10 Études flûte d'après Kessler (en), adaptées à la flûte (Leduc)
- 100 Études faciles et progressives d'après Cramer, 2 volumes, adaptées à la flûte (Leduc)
- Theobald Boehm, 24 Caprices-Études, op. 26, entièrement révisés corrigés et annotés par Marcel Moyse (Leduc)
- Anton Bernhard Fürstenau, Bouquet des Tons, op.125
- Anton Bernhard Fürstenau, Six grandes études

## Hommages
- Philippe Gaubert, Suite (1921). Chaque mouvement est dédié à un des grands flûtistes, notamment Georges Barrère et Georges Laurent. La Barcarolle « à Marcel Moyse ».
- Philippe Gaubert, Deuxième Sonate (1925). Dédié « à Marcel Moyse ». Création Gaston Blanquart.
- Jacques Ibert, Concerto pour flûte (1933)
- Albert Roussel, Joueurs de Flûte. Dédicace le premier mouvement à M. Moyse.
- Une place de Saint-Amour (Jura), sa commune de naissance, porte son nom.

## Enregistrements
- Flûte Fantastique - avec Louis Moyse (Pearl GEM 0206)
- Cimarosa, Concerto pour deux flûtes - avec Louis Moyse ; Orchestre Lamoureux, Dir. Eugène Bigot (13 janvier 1949, Voix de son maître SL131-2)[5]
- Debussy, Prélude à l'après-midi d'un faune - Orchestre des Concerts Straram, Dir. Walther Straram (24 février 1930, 78t Columbia LFX 30)[6]
- Debussy, Syrinx (juin 1928, Columbia WL 853)[7]
- Gaubert, Nocturne et Allegro Scherzando
- Martinů, Sonate pour flûte, violon et piano - Blanche Honegger, violon ; Louis Moyse, piano (janvier 1938, Gramophone)
- Mozart - Concerto pour flûte no 2 en ré majeur, K.314 - Dir. Piero Coppola (30–31 mars 1930, Gramophone CF 3111-3)
- Roussel, Joueurs de flûte, op. 27 - Joseph Benvenuti, piano (février-mars 1935, Columbia)
- Seghers, Souvenir de Gand, Grande Fantaisie pour flûte - pianiste non identifié (1933, Columbia)
- Taffanel, Andante Pastoral et Scherzettino - Georges Truc, piano (juin 1928, Columbia WL 854)
- Telemann, Sonate en trio - Blanche Honegger, violon ; Louis Moyse, piano (1938, L'Oiseau-Lyre)

Moyse participe aussi à des enregistrements, outre les célèbres Bach (avec son fils) et Busch, pour Aquarium et Volière du Carnaval des animaux de Camille Saint-Saëns en 1927, avec l'orchestre de Paris sous la direction de Georges Truc. Il a aussi dirigé à Marlboro : l'Octuor à vent, op. 103 de Beethoven (30 octobre 1957), et la Sérénade no 10 « Gran partita », K.361 de Mozart (26 juillet 1975).